# Contea di Kings (Isola del Principe Edoardo)
La contea di Kings è una contea dell'Isola del Principe Edoardo, Canada di 18.608 abitanti.

## Suddivisioni
- Città: Georgetown (town), Montague (town), Souris (town)
- Parrocchie: St. Patrick's, East, St. George's, St. Andrew's
- Municipalità: Kings Royalty, Lotto 38, Lotto 39, Lotto 40, Lotto 41, Lotto 42, Lotto 43, Lotto 44, Lotto 45, Lotto 46, Lotto 47, Lotto 51, Lotto 52, Lotto 53, Lotto 54, Lotto 55, Lotto 56, Lotto 59, Lotto 61, Lotto 63, Lotto 64, Lotto 66
- Comunità: Annandale-Little Pond-Howe Bay, Brudenell, Cardigan, Central Kings, Eastern Kings, Lorne Valley, Lower Montague, Morell, Murray Harbour, Murray River, Souris West, St. Peters Bay, Valleyfield
- Zona non incorporata: Fortune Bridge
- Riserve indiane: Morell 2